# 인천장수초등학교

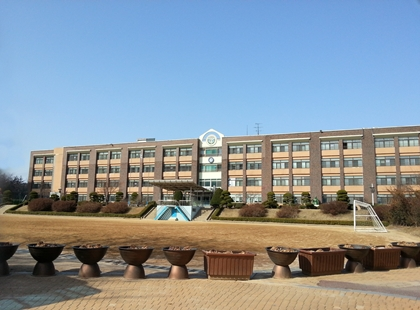
교정

인천장수초등학교는 대한민국 인천광역시 남동구에 있는 초등학교이다.

## 학교 연혁
- 1991년 9월 18일 : 개교

## 참고 자료
- 인천장수초등학교 - 한국교육학술정보원 학교알리미